# Kopa (deser)
Kopa – tradycyjny deser pochodzący z Górnego Śląska, protoplasta kopy ornontowickiej.
Deser jest w kształcie półkuli pokrytej bitą śmietaną z symetrycznie ułożoną dekoracją z ananasa, posypana wiórkami gorzkiej czekolady.
W przekroju są widoczne warstwy ułożone na przemian z upieczonych w piekarniku placków kokosowych i kremu z rodzynkami.
Kopa ornontowicka została wpisana na listę produktów tradycyjnych w dniu 2012-12-21 w kategorii Wyroby piekarnicze i cukiernicze w województwie śląskim przez Ministerstwo Rolnictwa i Rozwoju Wsi.

## Historia
Historia powstania kopy sięga ponad 45 lat i jest ściśle związana z pałacem Hegenscheidtów w Ornontowicach. Była to wizytówka pałacu i pojawiał się na wielu uroczystościach.
Dawniej deser uważany za drogi i wykwintny deser z uwagi na rzadkie w tamtym okresie składniki takie jak: rodzynki, kokos, ananas czy orzechy.
Przepis na kopę przetrwał i jest ona obecnie coraz częściej obecna na rodzinnych oraz lokalnych uroczystościach.
Podczas I Festiwalu „Śląskie Smaki”, który się odbył w 2006 roku w Ogrodzieńcu kopa została przygotowana przez Koło Gospodyń Wiejskich z Ornontowic. Drużyna zajęła I miejsce w kategorii amatorów.
Kopa wygrywa regularnie konkursy kulinarne, można ją dostać w cukierniach w Ornontowicach oraz Mikołowie.